# Elsa Sillman-Lönnroth
Elsa Anna Elisabeth Sillman-Lönnroth, född 6 juli 1888 i Helsingfors, död där 2 juni 1968, var en finländsk läkare. Hon ingick 1921 äktenskap med Erik Lönnroth.
Sillman, som var dotter till forstmästare Conrad Hjalmar Konstantin Sillman och Wanda Emilie Baer, blev student 1907, medicine kandidat 1916 och medicine licentiat 1922. Hon var assistent vid Helsingfors allmänna sjukhus avdelning för kvinnosjukdomar och förlossningar 1922–1926, biträdande överläkare vid obstetriska kliniken 1929–1932, assistentläkare vid kvinnokliniken under krigen 1939–1940 och 1941–1944 (assistentläkare i Viborg och S:t Michel under tre månader). Hon var ordförande i Helsingfors Lyceumklubb 1932–1963, hedersledamot 1963, ordförande i föreningen Professorsfruarna vid Helsingfors universitet 1950–1954, hedersordförande 1954. Hon skrev Zur Frage der Gewichtsvariation des Neugeborenen bei Erstgebärenden (1935).